# Rivomarginella morrisoni
Rivomarginella morrisoni is een slakkensoort uit de familie van de Marginellidae. De wetenschappelijke naam van de soort is voor het eerst geldig gepubliceerd in 1968 door Brandt.